# Ziersdorf
Ziersdorf è un comune austriaco di 3 392 abitanti nel distretto di Hollabrunn, in Bassa Austria; ha lo status di comune mercato (Marktgemeinde). Nel 1973 ha inglobato il comune soppresso di Gettsdorf.